# Výpadek dodávek polovodičů (2020–2023)

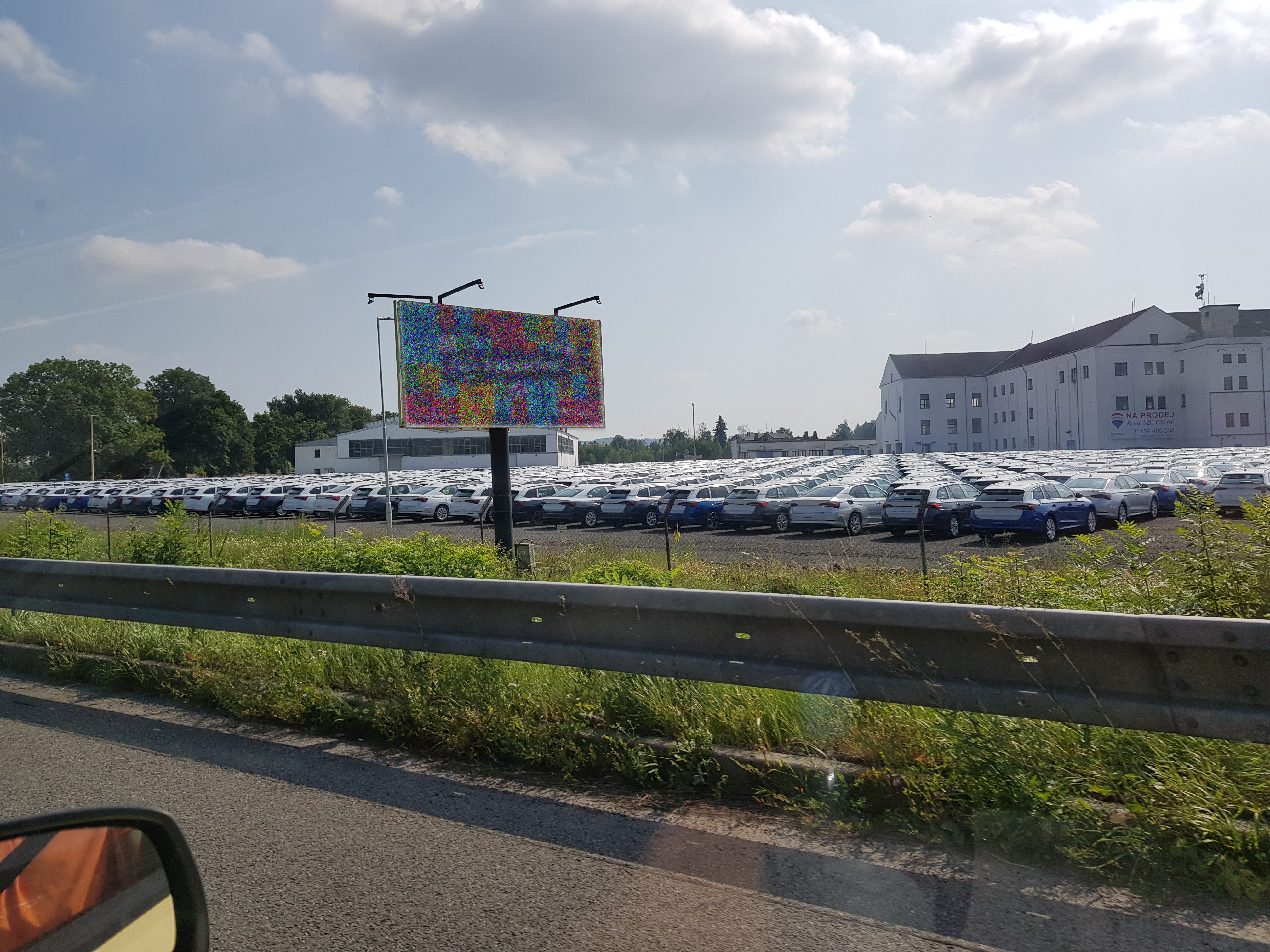
Nedokončené automobily čekající na nedostatkové čipy

Celosvětový výpadek dodávky polovodičů vznikl v první polovině roku 2020 a trval zhruba do roku 2023. Způsobil problémy ve vybraných odvětvích využívajících čipy jako výrobní vstupy, především pak ve výrobě automobilů. Výrobci automobilů musejí během krize opakovaně přistupovat k odstavování vyrobených aut čekajících kvůli nedostatku komponentů v podobě čipů na dokončení, k odstávkám výroby nebo ke snižování výbavy vozů. Výpadek se projevil během koronavirové krize, ačkoliv jeho příčiny sahají ještě před ní.

## Příčiny krize a důsledky
Příčiny krize spadají ještě před koronavirovou krizi, před rok 2020, kdy se výpadek projevil. Všichni výrobci se tehdy v důsledku poklesu poptávky po automobilech zaměřili na zvýšenou poptávku po osobní elektronice v důsledku toho, že vznikla potřeba pracovat na dálku z domova. Investice výrobců čipů proudily hlavně do technologií čipů určených pro komunikaci a zpracování videa, jelikož investice do čipů pro automobilový průmysl byly nákladné, zdlouhavé a s pomalou návratností. Při vzniku nedostatku se efekt znásobil, když si začali na základě toho odběratelé dělat zásoby čipů pro vykrytí případných budoucích výpadků, čímž se nedostatek na trhu ještě prohloubil. V důsledku toho začala být omezována výroba, což zvedlo ceny nedostatkových výrobků, typicky automobilů.

## Výhled do budoucna
Kdysi rutinní byznys se tak dostal do popředí zájmu IT světa, který řeší posílení nedostatečných výrobních kapacit čipů, což se začalo dařit v roce 2022, kdy zhruba 40 továren o více než 750 000 waferů určených pro výrobu nedostatkových mikročipů. K tomu oznámily společnosti TSMC, Intel nebo Texas Instruments výstavbu dalších závodů v roce 2022 nebo následujících letech. Nedostatek čipů by se tak měl postupně začít snižovat.

## Politické důsledky
V důsledku nedostatku přišla Evropská unie s iniciativou Akt o čipech, který si klade za cíl posílit výrobní kapacity čipů v Evropské unii.